# أجقان
أجقان (بالفارسية: اجقان) هي مستوطنة تقع في قسم زرق‌آباد الريفي (مقاطعة إسفراين) في إيران. يقدر عدد سكانها بـ 279 نسمة بحسب إحصاء 2016.